# 稀果杜鹃
稀果杜鹃（学名：Rhododendron oligocarpum）为杜鹃花科杜鹃花属下的一个种。

## 扩展阅读
- 維基物種上的相關：稀果杜鹃